# ببين (دابوي الجنوبي)
ببین (بالفارسية: پپین) هي قرية تقع في إيران في قسم دابوي الجنوبی الريفي. يقدر عدد سكانها بـ 119 نسمة بحسب إحصاء 2016.